# 島崎和也
島崎 和也（しまざき かずなり、1985年9月13日 - ）は、地方競馬の笠松競馬場柴田高志厩舎所属の元騎手。地方競馬教養センター騎手課程第77期生。

## 来歴
2003年3月31日付けで地方競馬騎手免許を取得し、飯干秀人厩舎からデビュー。同年4月2日第1回笠松競馬1日目第3競走サラ系3歳3組条件戦ノゾムニイタカヤマで初騎乗（10頭立て1番人気8着）。同年5月22日第3回笠松競馬4日目第5競走サラ系B17・C3組条件戦をオグリパピーで優勝（10頭立て3番人気）し、初勝利。
飯干秀人調教師引退に伴い、2004年5月22日付けで小森勝政厩舎へ所属変更。
2007年10月1日付けで小森勝政厩舎から法理勝弘厩舎に所属変更。その後翌2018年1月1日より再び小森勝政厩舎に所属変更した。
2009年8月21日第8回笠松競馬第6日第6競走サラ系C4組条件戦をコホウサンデーで優勝（10頭立て1番人気）し、3650戦目で地方競馬通算100勝達成。
2016年4月1日付けで法理勝弘厩舎から柴田高志厩舎に所属変更。
2020年8月1日に引退。引退に先立つ6月23日、岐阜県警が、笠松競馬の関係者4人が馬券を買ったとして、競馬法違反の疑いで事情聴取、並びに厩舎や関係者の自宅などを家宅捜索しており、共同通信や産経新聞などは「免許を交付されず引退した人物」が「馬券購入に関わった容疑で捜査中の調教師と騎手の4人」であるという趣旨の報道をしている。
2021年4月21日、騎手時代に賄賂の供与、勝馬投票券の購入を行ったとして、岐阜県地方競馬組合から岐阜県地方競馬組合地方競馬実施条例施行規則第67条に基づく競馬関与禁止処分を受けた。これは無期限で競馬場への出入りなどを禁止する処分である。
地方通算成績は11183戦384勝・2着606回・3着705回・勝率3.4%・連対率8.9%、JRA通算1戦0勝。